# Carson City (Nevada)
Carson City város az USA-ban, Nevada állam fővárosa. Lakosainak száma 58 639 fő (2020. április 1.).

## Népesség
A település népességének változása:
| Lakosok száma | 55 274 | 54 746 | 54 616 | 54 080 | 54 521 | 58 639 |
|               | 2010   | 2011   | 2012   | 2013   | 2015   | 2020   |

## Érdekességek
A várost híressé tette, hogy 1861-ben itt végződött az első transzkontinentális távíróvonal.